# Crocidura tarella
Crocidura tarella — вид ссавців родини Soricidae. Зустрічається в Демократичній Республіці Конго та Уганді. Його природні місця існування - субтропічні або тропічні вологі рівнинні ліси та гірські ліси.